# Hněv

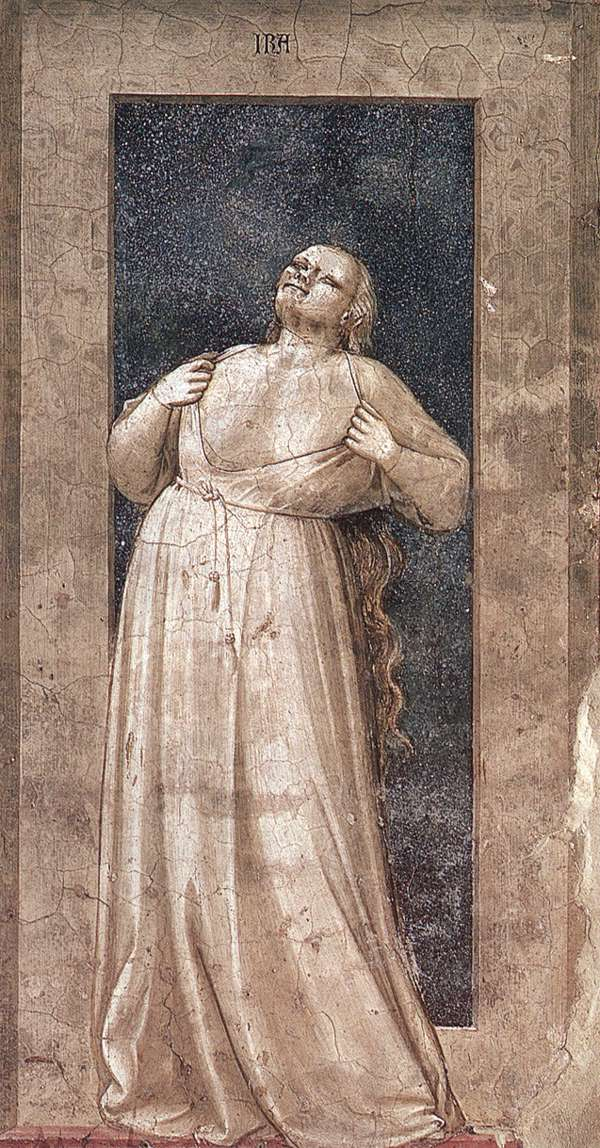
Ira (hněv), Giotto (1267-1337), Cappella Scrovegni, Padova

Hněv je silná afektivní reakce na překážku, která se staví do cesty při dosahování nějakého cíle nebo brání rozvíjení jednání. Jde o emoci, jejímž původním smyslem bylo připravit jedince na útok. Podle intenzity se rozlišuje rozzlobenost neboli zloba (nejslabší), hněv, zlost a vztek (nejsilnější). Projevy hněvu zpravidla trvají krátce, dlouhodobějším projevem je hostilita (nepřátelství). Rychlý nebo snadný nástup hněvu označujeme jako popudlivost či vznětlivost, vlastnost, s níž člověk snadno podléhá vzteku, pak označujeme jako prchlivost.
Hněv je primárně násilnou reakcí, proto se ho lidé snaží pokud možno brzdit jinými emočními výjevy (např. zčervenáním, roněním slz atd.). Při velké zlosti se místo fyzického napadení uchylují ke křiku, urážkám, výhrůžkám. Projevy hněvu obvykle narušují vztahy mezi lidmi a nakonec mohou vést k izolaci a bolestné osamělosti. I když projevy hněvu mají často svůj důvod, jsou často přehnané a nepřiměřené situaci, která je vyvolala. Z hlediska náboženského bývá hněv odsuzován jako hřích, např. katolická nauka jej považuje za jeden ze sedmi hlavních hříchů; zároveň ovšem zdůrazňuje, že existuje i tzv. spravedlivý (či svatý) hněv, který hříchem není (hříchem je tedy spíše hněvivost, trvalá neochota hněv ovládat). Hněv a prchlivost nejsou nemoci, mohou ovšem být příznakem nemoci (symptomem).
Fyziologickými projevy hněvu jsou některé změny v tělesné činnosti, směřující ke zvýšení fyzické síly organismu – zvyšuje se srdeční tep, stoupá krevní tlak, člověk zčervená. Zlost vyvolávají některé drogy, například alkohol, ale i stimulanty.
Opakem hněvu je mírumilovnost.[zdroj⁠?!]